# Encinas de Arriba
Encinas de Arriba és un municipi de la província de Salamanca a la comunitat autònoma de Castella i Lleó.

## Demografia
| 1991 | 1996 | 2001 | 2004 |
| ---- | ---- | ---- | ---- |
| 294  | 299  | 283  | 276  |